# Bùa tiền cổ Trung Quốc

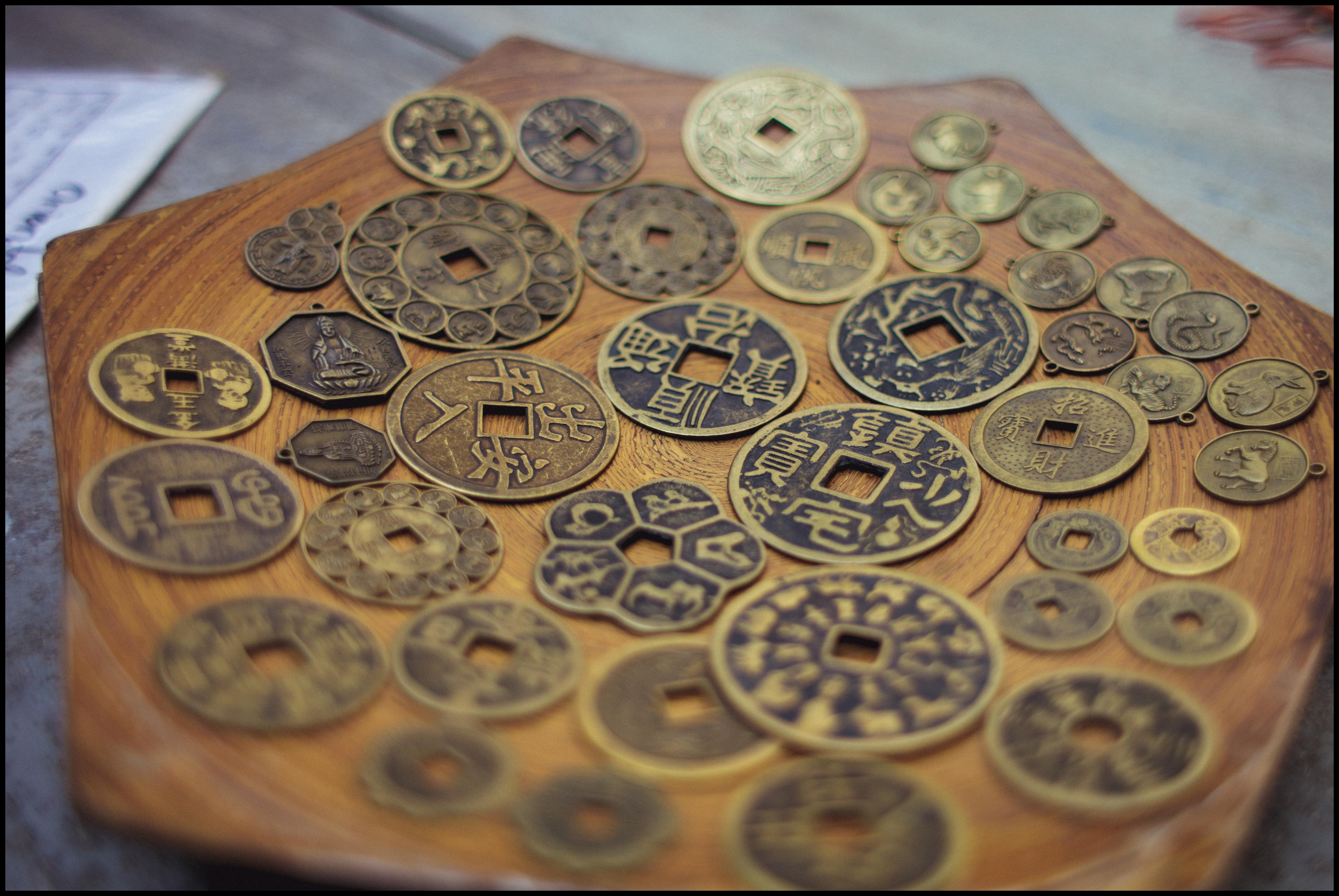
Các loại tiền yếm thắng khác nhau trong Hội An, Việt Nam.

Yếm thắng tiền (giản thể: 厌胜钱; phồn thể: 厭勝錢; bính âm: Yàn shèng qián) (tiếng Anh: Yansheng Coin), ở phương tây thường được gọi là bùa tiền cổ Trung Quốc, đề cập đến một bộ sưu tập các loại tiền đặc biệt và các đồ vật hình đồng xu được sử dụng chủ yếu cho các nghi lễ cũng như bói toán và có liên quan đến hầu hết các hình thức mê tín và phong thủy của Trung Quốc. Nó rất phổ biến ở Trung Quốc cổ đại và thậm chí cả thời Trung Hoa Dân Quốc. Thông thường, những đồng tiền này được tài trợ tư nhân hoặc đúc, chẳng hạn như bởi một gia đình giàu có cho buổi lễ gia đình của riêng họ, mặc dù một vài loại đã được biết đến bởi các mệnh lệnh chính phủ hoặc tôn giáo khác nhau trong nhiều thế kỷ. Chúng có nguồn gốc từ thời nhà Hán như một biến thể của đồng tiền mặt Bán Lượng (tiếng Trung: 半兩; bính âm: bàn liǎng) và Ngũ Thù (tiếng Trung: 五铢; bính âm: wǔ zhū) đương đại nhưng phát triển thành quyền của họ và thành nhiều loại khác nhau trong các hình dạng và kích cỡ khác nhau trong nhiều thế kỷ. Bùa tiền cổ của Trung Quốc thường chứa rất nhiều biểu tượng ẩn và cách chơi chữ hình ảnh (visual pun). Không giống như tiền mặt thường chỉ chứa hai hoặc bốn ký tự chữ Hán trên một mặt bùa tiền cổ của Trung Quốc thường chứa nhiều ký tự hơn và có thể có hoặc không chứa hình ảnh ở cùng một phía.
Tuy nhiên, bùa tiền cổ Trung Quốc không phải là một loại tiền tệ thực sự, vì tiền Trung Quốc được định giá bằng trọng lượng của chúng bằng đồng hoặc đồng thau, bùa tiền cổ của Trung Quốc có xu hướng lưu hành trên thị trường Trung Quốc bên cạnh các đồng tiền do chính phủ phát hành thường xuyên vì bùa tiền cổ Trung Quốc thường được làm từ hợp kim đồng và trong một số trường hợp từ kim loại quý hoặc ngọc thạch, và trong một số trường hợp nhất định, một số biến thể đôi khi được sử dụng làm tiền tệ thay thế, đặc biệt là tiền chùa do các ngôi chùa Phật giáo phát hành trong nhà Nguyên khi đồng tiền khan hiếm hoặc việc sản xuất của nó bị giới hạn bởi chính phủ Mông Cổ. Khi một số loại bùa và bùa Trung Quốc đã được sử dụng làm phụ kiện thời trang hàng ngày, nhiều trong số chúng được đeo.
Bộ sưu tập (ví dụ: bộ sưu tập đồ cổ, bộ sưu tập tiền xu) của loại tiền này có lịch sử lâu đời và đã rất phổ biến từ thời Tây Hán. Thông thường loại tiền này được trang trí rất nhiều, có hoa văn phức tạp và thậm chí được khắc. Đôi khi chính phủ thực sự đúc tiền mặt Trung Quốc có thể trở thành bùa chú số của Trung Quốc, chẳng hạn như trong phong thủy tiền tệ thời nhà Thanh với những dòng chữ của năm vị hoàng đế Thuận Trị, Khang Hi, Ung Chính, Càn Long và Gia Khánh được đặt cùng nhau được cho là mang lại sự giàu có và may mắn cho những người kết hợp năm đồng tiền này lại với nhau.
Bùa tiền cổ Trung Quốc đã truyền cảm hứng cho một truyền thống tương tự ở Nhật Bản, Hàn Quốc và Việt Nam và thường những lá bùa từ các quốc gia khác có thể bị nhầm lẫn với bùa Trung Quốc do biểu tượng và chữ khắc tương tự của họ. Tương tự, đồng tiền mặt của Trung Quốc có thể được coi là "bùa may mắn" bên ngoài Trung Quốc.